# Lissocaulus emaceratus
Lissocaulus emaceratus är en stekelart som först beskrevs av Cresson 1868.  Lissocaulus emaceratus ingår i släktet Lissocaulus och familjen brokparasitsteklar. Inga underarter finns listade i Catalogue of Life.